# Jean Dumont (editor)
Jean Dumont, Barón de Carlscroon (Rouen, 13 de enero de 1667 - Viena, 13 de mayo de 1727) fue un editor francés. Siguió la carrera de las armas, pero al no ser ascendido tan deprisa como esperaba, dejó el servicio y viajó a diferentes partes de Europa. Se estableció en Holanda con la intención de publicar un relato de sus viajes.
Sin embargo, a petición de su editor, escribió y publicó varios folletos que eran muy solicitados debido a la dureza con la que se refería al ministerio de Francia. Así pues, y al verse privado de toda esperanza de empleo en su propio país, pensó en abrir un establecimiento permanente en Holanda, y por ello inició un curso de conferencias sobre derecho público.
El proyecto tuvo éxito más allá de sus expectativas y algunas compilaciones de utilidad que publicó en el mismo período lo hicieron muy conocido en otros países. El emperador lo nombró su historiador, y algún tiempo después, le confirió el título de Barón de Carlscroon. 
Fue autor de Lettres historiques contenant ce qui se passe d'importante en Europe. Esta publicación, iniciada en 1692 con dos volúmenes que aparecían anualmente, se editó hasta 1710, cuando fue continuada por Jacques Basnage y otros hasta 1728. Los primeros volúmenes son muy apreciados.

## Obras
- Voyages en France, en Italie, en Allemagne, a Malte, et en Turquie (La Haya, 1699, 4 vols.)
- Mémoires politiques pour servir a la parfaite intelligence de l'histoire de la Paix de Ryswick (La Haya, 1699, 4 vols.)
- Recherches modestes des causes de la presente guerre, en ce qui concerne les Provinces Unies (1713)
- Recueil de traites d'alliance, de paix, et de commerce entre les rois, princes, et etats, depuis la Paix de Munster (Ámsterdam, 1710, 2 vols.)
- Soupirs de l'Europe et la rue du projet de paix contenu dans la harangue de la reine de la Grande-Bretagne (1712)
- Corps universel diplomatique du droit des gens, contenant un recueil des traités de paix, d'alliance, &c., faits en Europe, depuis Charlemagne jusqu'à present (Ámsterdam, 1726 y años siguientes, 8 vols. Fol., Continuaron después Dumonts la muerte de J. Rousset)
- Batailles gagnées par le prince Eugenio de Saboya (La Haya, 1723)

- Datos: Q3171864
- Multimedia: Jean Dumont (publicist) / Q3171864